# Galagonyalevelű juhar
A galagonyalevelű juhar (Acer crataegifolium) a szappanfavirágúak (Sapindales) rendjébe és a szappanfafélék (Sapindaceae) családjába tartozó faj.

## Elterjedése
Japán középső és déli részén honos. Középhegységek napfényes lejtőin elterjedt.

## Leírása
Terebélyes, kúpos, 7 m magas lombhullató fa. Kérge zöld, hosszanti csíkokban hámló. Levelei háromkaréjúak, fűrészesek, tojásdadok, 7,5 cm hosszúak, 5 cm szélesek. Középső karéjuk kihegyesedő. Felszínük sötétzöld, fonákjuk világosabb és kopasz. Virágai aprók, sárgászöldek. Felálló vagy bókoló fürtjeik tavasszal, a levelekkel együtt nyílnak. A termése ikerlependék, termésszárnyaik csaknem egy vonalban állnak, rózsásak.